# A Collection: Greatest Hits...and More
A Collection: Greatest Hits...and More – kompilacja amerykańskiej piosenkarki Barbry Streisand, wydana w 1989 roku.
Płyta dotarła do miejsca 26. amerykańskiego zestawienia Billboard 200 i uzyskała tam status dwukrotnie platynowej.

## Lista utworów
| 1.  | „We’re Not Makin’ Love Anymore”             | 5:33  |
|     |                                             |       |
| 2.  | „Woman in Love”                             | 3:51  |
|     |                                             |       |
| 3.  | „All I Ask of You”                          | 4:01  |
|     |                                             |       |
| 4.  | „Comin’ In and Out of Your Life”            | 4:09  |
|     |                                             |       |
| 5.  | „What Kind of Fool” (oraz Barry Gibb)       | 4:07  |
|     |                                             |       |
| 6.  | „The Main Event/Fight”                      | 4:54  |
|     |                                             |       |
| 7.  | „Someone That I Used to Love”               | 4:21  |
|     |                                             |       |
| 8.  | „By the Way”                                | 2:56  |
|     |                                             |       |
| 9.  | „Guilty” (oraz Barry Gibb)                  | 4:23  |
|     |                                             |       |
| 10. | „Memory”                                    | 3:55  |
|     |                                             |       |
| 11. | „The Way He Makes Me Feel” (Studio Version) | 4:11  |
|     |                                             |       |
| 12. | „Somewhere”                                 | 4:55  |
|     |                                             |       |
|     |                                             | 51:16 |
|     |                                             |       |

## Notowania
| Kraj                              | Pozycja |
| --------------------------------- | ------- |
| Australia (ARIA)                  | 22      |
| Holandia (MegaCharts)             | 10      |
| Kanada                            | 59      |
| Norwegia (VG-lista)               | 1       |
| Nowa Zelandia (RMNZ)              | 40      |
| Stany Zjednoczone (Billboard 200) | 26      |
| Szwecja (Sverigetopplistan)       | 1       |
| Wielka Brytania (UK Albums Chart) | 22      |

## Certyfikaty
| Kraj                     | Certyfikat          |
| ------------------------ | ------------------- |
| Norwegia                 | złota płyta         |
| Stany Zjednoczone (RIAA) | 2 × platynowa płyta |
| Szwecja                  | złota płyta         |
| Wielka Brytania (BPI)    | złota płyta         |